# Маленькая принцесса (фильм, 1997)
«Ма́ленькая принце́сса» — российский художественный фильм режиссёра Владимира Грамматикова, снятый в 1997 году по мотивам одноимённой повести для детей английской писательницы Фрэнсис Элизы Бёрнетт.

## Сюжет
Конец XIX века. В Лондон из Индии возвращаются долго жившие там капитан Ральф Кру и его маленькая дочь Сара. Мать Сары умерла очень рано, и отец, в очередной раз уезжая на военную службу, оставляет девочку на воспитание в лондонском пансионе для благородных девиц под руководством мисс Марии Минчин. Капитан Кру очень богат и просит мисс Минчин обеспечить своей любимой дочери, которую он называет «маленькой принцессой», самые лучшие условия в пансионе, за что платит заведению большие деньги. Сара, получившая в Индии прекрасное образование и воспитание, с первого дня вызывает раздражение у злой директрисы пансиона. Но ради выгоды мисс Минчин вынуждена скрывать неприязнь к новой воспитаннице.
На протяжении первых двух лет жизни в пансионе Сара завоёвывает любовь и уважение его обитателей.
Но однажды, в день рождения Сары, когда ей исполняется десять лет, из Индии приходит страшная весть о том, что капитан Кру умер, да к тому же ещё и разорён. Отношение к Саре, которая раньше была любимой ученицей, резко меняется. Теперь она не богатая наследница, а нищая девочка и круглая сирота. По приказу мисс Минчин из роскошных апартаментов Сару переселяют в каморку на чердаке и делают служанкой, такой же, как и её новая подруга Бекки.
Спустя некоторое время из Индии приезжает и поселяется по соседству с пансионом мистер Кэррисфорд, бывший близкий друг Ральфа Кру и его компаньон по раскопкам алмазных копей. Выясняется, что после смерти капитана Кру мистеру Кэррисфорду удалось спасти их общий бизнес, и алмазные копи в Индии стали приносить колоссальный доход. Из-за чувства долга перед умершим другом поиск Сары становится для Кэррисфорда смыслом жизни. Он и его слуга Рам Дасс долго ищут Сару в Лондоне и, в конце концов, находят. Сара становится совладелицей алмазных россыпей. Теперь она — снова очень богатая девочка.
Наступает Рождество Христово. Сара приглашает всех на Праздник. Мисс Минчин пытается отговорить свою сестру мисс Амелию и воспитанниц идти туда, но в итоге даже её любимый пёс, уставший от её злобного характера, убегает на торжество к Саре.

## В ролях
- Настя Меськова — Сара Кру
- Алла Демидова — мисс Мария Минчин, владелица и директриса пансиона для девочек в Лондоне
- Игорь Ясулович — мистер Кэррисфорд, близкий друг и компаньон Ральфа Кру
- Егор Грамматиков — капитан Ральф Кру, отец Сары
- Анна Терехова — мисс Амелия Минчин, сестра мисс Марии Минчин
- Лянка Грыу (в титрах Ляна Ильницкая) — Бекки, воспитанница пансиона и служанка
- Катя Михайловская — Эрми, воспитанница пансиона
- София Тимченко — Лотти, воспитанница пансиона
- Маша Машкова — Лавиния, воспитанница пансиона
- Олеся Третьякова — Анни, помощница мисс Браун
- Аня Дякина — Джесси
- Виктор Яныков — адвокат Барроу
- Евгений Парамонов — адвокат Кармикел
- Степан Деметер — Рам Дасс, слуга мистера Кэррисфорд, индус
- Татьяна Аксюта — мисс Браун, хозяйка булочной
- Екатерина Морозова — Мариетта, воспитательница в пансионе
- Владимир Грамматиков — антиквар
- Алексей Баталов — текст от автора

## Съёмочная группа
- Автор сценария: Галина Арбузова, Владимир Железников
- Режиссёр: Владимир Грамматиков
- Продюсеры: Михаил Литвак, Михаил Зильберман
- Оператор: Александр Антипенко
- Композитор: Владимир Давыденко
- Звукооператор: Михаил Резниченко

## Съёмки
Фильм «Маленькая принцесса» снимали в Ялте. По воспоминаниям актрисы Лянки Грыу: «Я хотела получить роль принцессы, но меня утвердили на Бекки. Я плакала всю ночь и говорила маме, что откажусь от съёмок. В ответ мама предложила мне самой сказать об этом решении режиссёру. Наверное, со стороны было смешно, когда семилетняя девочка пыталась объяснить режиссёру, почему отказывается от роли… Грамматиков выслушал и полчаса серьёзно объяснял, почему я должна играть Бекки. И переубедил. Эти съёмки в Ялте стали одним из самых ярких воспоминаний за все мои 24 года работы в кино».

## Факты
- Главная музыкальная тема фильма долгое время была темой прогноза погоды на телеканале РЕН ТВ с 2000 по 2002 и с 2004 по 2006 год.

## Награды
- 1997 год — приз «Георгия Победоносца» на XVII Международном кинофестивале детских и юношеских фильмов в Москве — фильму.
- 1997 год — «Большая золотая медаль» за лучшую роль на XVII Международном кинофестивале детских и юношеских фильмов в Москве — Насте Меськовой.
- 1998 год — кинопремия «Ника» в категории «Лучшая операторская работа» — Александру Антипенко[2].